# Светлопёрый дораб
Светлопёрый дораб (лат. Chirocentrus nudus) — вид лучепёрых рыб монотипического  семейства дорабовых (Chirocentridae). Представители вида распространены в Индо-Тихоокеанской области. Морские пелагические рыбы. В отличие от других сельдевидных светлопёрые дорабы являются активными хищниками. Максимальная длина тела 100 см.

## Таксономия и этимология
Первое научное описание вида было сделано в 1839 году английским орнитологом Уильямом Свенсоном (англ. William Swainson; 1789 — 1855). Голотип не назначен. Первоначально описан под латинским биноменом Chirocentrus nudus.
Видовое название происходит от лат. nudus — «голый», поскольку Свенсон ошибочно считал, что у данного вида отсутствует чешуя.

## Описание
Тело удлинённое, сильно сжатое с боков, покрытое мелкой, легко опадающей, циклоидной чешуей. Рот большой, верхний, с клыковидными зубами на обеих челюстях. На предчелюстной кости два увеличенных клыковидных зуба направлены вперёд. На верхней и нижней частях первой жаберной дуги 2—5 и 12—18 жаберных тычинок, соответственно. Окончание верхней челюсти не доходит до вертикали, проходящей через начало орбиты глаза. Брюхо заострённое, без килевых чешуек. Спинной и анальный плавники сдвинуты к задней половине тела. В коротком спинном плавнике 16—19 мягких лучей. В длинном анальном плавнике 29—36 мягких лучей. Длина основания анального плавника в два раза превышает длину основания спинного плавника. Грудные плавники с 12—15 мягкими лучами, расположены ближе к брюху. Их длина составляет 13—18 % стандартной длины тела. Очень маленькие брюшные плавники с 7 мягкими лучами, находятся в средней части брюха (абдоминальные). У переднего края парных плавников имеется аксиллярная пластинка. Хвостовой плавник выемчатый, гомоцеркальный. Жировой плавник отсутствует. Боковой линии нет. В кишечнике есть спиральный клапан. Пилорических придатков нет. Позвонков 69—75.
Спина голубовато-зелёная, бока серебристые. Спинной плавник белый или бесцветный. Анальный плавник гиалиновый. У спинного и анального плавников нет тёмных краёв. Грудные плавники тёмно-серые, после фиксации приобретают желтоватый оттенок.
Максимальная стандартная длина тела 100 см, обычно до 50 см.

## Биология
Морские пелагические рыбы. Встречаются в прибрежных водах на глубине от 0 до 150 м.

### Размножение
У побережья Индии самки светлопёрого дораба впервые созревают (50 % в популяции) при длине тела 43,4 см, а самцы — при длине тела 41,7 см в возрасте 8 месяцев. Нерестятся круглогодично с пиком в мае — июле. Полагают, что самки могут нереститься несколько раз в году. Плодовитость самок длиной 52,6 см составила 56 тысяч икринок.

### Питание
Активные хищники. Питаются преимущественно рыбами (кефалевые, сельдевые, анчоусовые, Pristigasteridae). Наблюдается каннибализм. В состав рациона также входят в небольшом количестве пелагические креветки, крабы и кальмары (в частности Loligo duvauceli).

## Ареал
Широко распространены в Индо-Тихоокеанской области. Индийский океан: от юга Африки вдоль побережья восточной Африки до Персидского залива и Красного моря, включая Мадагаскар, Сейшельские острова и Маскаренские острова и далее на восток вдоль побережья Южной и Юго-восточной Азии до Индонезии и Западной Австралии. Тихий океан: от  Южно-Китайского моря до Новой Гвинеи и Северной Австралии. 

## Взаимодействие с человеком
Ценные промысловые рыбы. Мировые уловы в 1990-е годы варьировались от 45,3 до 51 тысячи тонн. Больше всех ловят Таиланд, Индонезия Филиппины и Индия. Промысел ведётся закидными неводами и жаберными сетями. Реализуются в свежем и мороженом виде, а также идут на производство консервов.